# Charles Edward Moss
Charles Edward Moss (7 de febrero de 1870-11 de noviembre de 1930) fue un botánico, briólogo, y curador sudafricano nacido en Inglaterra.

## Biografía
Hijo menor de un ministro no conformista, caracterizado por ser el editor de las dos primeras partes de The Cambridge British Flora, publicado en 1914 y 1920. Esa Flora, bajo su dirección, estaba destinado a ser una encuesta de diez volúmenes de la flora de Gran Bretaña, con contribuciones de especialistas, en particular géneros. Los dos volúmenes publicados eran de un nivel muy alto, mas el proyecto fue abandonado posteriormente.

### Educación temprana
Hacia 1893, desarrolló un interés por la botánica cuando, recuperándose de un absceso pulmonar, se le aconsejó ir en paseos largos al aire libre; teniendo lugar a los páramos de Halifax, a veces en compañía de botánicos pertenecientes a la Sociedad Científica de Halifax, una sociedad en la que pronto se convirtió en un miembro destacado. Se matriculó como Académico Real, en el Yorkshire College, de Leeds en 1895, que en ese momento todavía era parte de la Universidad de Victoria, en Leeds, y fue un editor a tiempo parcial de la  Halifax Naturalists, publicando un número de sus trabajos botánicos. 1898 lo vio trabajando en Fairweather Green School, aunque todavía mantenía contacto con el Yorkshire College ayudando a William Gardner Smith (1866-1928) en la cartografía de la vegetación de West Riding. En 1901 fue nombrado asistente del maestro en Sexey's School de Bruton, donde se inició en el estudio de la vegetación de la zona. 1902 lo encontró dando conferencias en biología en el Manchester Municipal Training College. Se convirtió en miembro del Comité Central de Investigaciones y Estudio de la Vegetación británica que había sido iniciado por Arthur Tansley y Smith en 1904, haciendo valiosas contribuciones.
En 1907, recibió su doctorado por la Universidad de Mánchester y un legado detrás de la Royal Geographical Society de un informe sobre la vegetación de los Apeninos que había hecho durante su tiempo libre. Asumió el cargo de conservador del Herbario de la Universidad de Cambridge en enero de 1908. Ese fue el punto en el que su interés se volvió a la taxonomía. En Cambridge dirigió expediciones de campo y enseñó, donde sus conferencias se describían como «no geniales ... pero llenas de sentido y de filosofía». No pasó mucho tiempo antes de que él concibió la idea de escribir un nuevo 'Flora of the British Isles'.

### Edward Walter Hunnybun
Edward Walter Hunnybun (1848-1918), era un abogado de Huntingdon y artista botánico aficionado, decidió embarcarse en un proyecto de representación a todas las especies de la flora británica. No era un taxónomo experto, pero su red de apoyo de asesores formado por botánicos y coleccionistas aseguró que serían muestras representativas y correctamente identificados. La posibilidad surgió de producir un volumen de dibujos, algo que hace más probable que por una exposición de algunos de sus dibujos en la Sociedad Linneana de Londres. Aunque de gran mérito artístico, George Claridge Druce (contraparte de Moss en Oxford) los criticó por ser científicamente inadecuados y faltos de detalle.
En 1909 los dibujos habían sido donados a la Escuela de Botánica de la Universidad de Cambridge y estaban en posesión de Moss, quien no estuvo de acuerdo con Druce sobre la calidad del trabajo de Hunnybun; reflexionando sobre la producción de la flora de un estudiante sobre la base de imágenes, una idea que más tarde se convirtió en la noción mucho más audaz de producir una flora de las islas británicas. Moss obtuvo la aprobación y el apoyo financiero para el proyecto de la Cambridge University Press y se dedicó a recopilar las contribuciones de los distintos especialistas. Sus normas imperativas eran altas, lo que llevó a un rechazo frontal de algunos manuscritos, dando lugar a una serie de personalidades magulladas.
En enero de 1912 se firmó un acuerdo que dio a Moss los únicos derechos de autor para el proyecto. En marzo de 1912, una reunión de colaboradores potenciales en el Museo Británico de Historia Natural firmemente a cargo, alabado por su claridad de visión y capacidad botánico, y dejó un Druce descontentos quejándose de germanización nuestra flora debido a los planes para utilizar el Sistema Engler para la Flora propuesto. Moss tuvo visiones grandiosas acerca de la estructura de la Flora, con la intención de incluir no sólo descripciones, cartas y fotografías, sino también planchas de Hunnybun. Sus ideas terminaron en un conflicto con la Press, donde en 1913 surgió un debate en cuanto a si las placas debían intercalarse con el texto o se publicarían por separado. Albert C. Seward, profesor de botánica en Cambridge y un síndico en Press, apoyó a Moss, pero ambos aceptaron finalmente, a regañadientes, las preferencias de la Press.

### Volumen II
En 1914, el volumen II (salicáceas a Chenopodiaceae) fue el primero en ser publicado. En la introducción de Moss explicó la nomenclatura y clasificación que había usado. A pesar de haber vuelto a la botánica sólo seis años antes, Moss muestra una notable comprensión de la literatura de la época, sobre todo si se tiene en cuenta que una parte considerable se había escrito en alemán. Ignoró las recomendaciones de 1905, del Congreso Internacional de Botánica de Viena de usar minúsculas letras iniciales para todos los nombres específicos (por ejemplo, Hieracium leyi, no Hieracium Leyi) forma de Moss llegando a ser una práctica habitual ya que simplifica un complejo laberinto de convenciones. El texto fue ampliamente elogiado, mientras que los dibujos fueron objeto de muchas críticas. La técnica de reproducción utilizado no había sido amable con la delicadeza de los dibujos de Hunnybun mientras que algunos de sus pequeñas ilustraciones fueron a veces perdidas en el tamaño generoso de página de 36 × 26 cm.
Como resultado de una reunión celebrada el 12 de enero de 1915, la Press, bajo presión financiera debido a la Primera Guerra Mundial, estaba retrasando deliberadamente la publicación de nuevos volúmenes de la Flora, que en un principio se había previsto como números anuales. Moss también se sentía en parte responsable y se enfrentó a acciones legales por los gastos originados por tener placas de reemplazo hechas para los que había rechazado como insuficiente. Para agravar las cosas aún más los salarios de todo el personal docente en la Escuela Botánica se había reducido en un 10 %. Moss quería contribuir al esfuerzo de guerra, y así lo hizo mediante la formación de reclutas en el Cuerpo de Capacitación de Oficiales y más tarde trabajando en una fábrica de municiones.

## Emigración a Sudáfrica
Su vida personal alcanzó un nuevo mínimo en 1916 con la disolución de su matrimonio. El escándalo de la infidelidad de su mujer sacudió a la sociedad de Cambridge. Amargado y bajo una enorme tensión, con su joven hija Beatrice dejó el Castillo de Balmoral para emigrar a Sudáfrica en 1917, donde tomó el cargo recientemente creado de profesor de botánica en la Escuela de Sudáfrica de Minas y Tecnología en Johannesburgo. Allí se dedicó al estudio de la flora de la provincia de Transvaal y sentó las bases para el Herbario de la Universidad del Witwatersrand, más tarde llamado Herbario Moss en su honor.

### Volumen III
Moss designó a uno de sus antiguos alumnos, A.J. Wilmott, para supervisar el volumen III a través de su publicación, y aunque ahora en Sudáfrica, todavía se sentía comprometido con el proyecto y escribió una serie de cartas que explicaban los detalles que se debían observar. Para 1918 su correspondencia sugirió que estaba considerando un regreso a Cambridge. Mas, una carta de Seward expresa aversión a esa idea, debido a haber roto su contrato Moss. Seward también tenía dudas sobre la viabilidad de la serie. El III se publicó en 1920, Wilmott encontró la tarea mucho más grande de lo que había anticipado. Su costo de £6 LSS era tres veces la del tomo II, mientras que la suma presupuestada para cada volumen casi se había cuadruplicado. Incluido en la introducción, había una crítica cáustica de James Britten después de una diferencia de larga data de opinión entre ellos sobre nomenclatura.
En 1921 se casó con una compañera de los miembros del personal de la Universidad de Witwatersrand, después se convirtió en jefe del departamento, y subrayó sus vínculos con su nueva vida.

### Caída del proyecto
En 1923, la Press se había decidido que el trabajo no debía proceder de acuerdo con el contrato actual. Moss se indignó con esa decisión, pero la Press se mantuvo firme, insistiendo en normas más estrictas o abandonar el proyecto. Se le dio la opción de cumplir con requisitos más estrictos o aceptar una indemnización. Finalmente aceptó esa oferta financiera de ‘£150, más una suma adicional de £80 en concepto de gastos fuera de su bolsillo, en pleno cumplimiento de cualquier reclamo contra los síndicos en relación con el acuerdo para la publicación de The Cambridge British Flora’.

## Relación con Frank Fraser Darling,
Moss fue, posiblemente, también relacionado con el ecólogo británico y conservacionista Frank Fraser Darling. Darling, no sabía que su padre, Frank Moss, y fue criado por su madre. Darling, declaró que se enteró de que Moss era hermano de su padre en aproximadamente 1964, y que «el interés mío es la persistencia de la inclinación ecológica de la mente, en este caso no influyó el ambiente!».

## Algunas publicaciones
- 1910. The Fundamental Units of Vegetation: Historical Development of the Concepts of the Plant Association and the Plant Formation, v. 2 de Central Committee for the Survey and Study of British Vegetation. Pamphlet. 6 p.

### Libros
- 2013. Vegetation of the Peak District - Primary Source Edition. Reimpreso de BiblioBazaar, 320 p. ISBN 1289853843, ISBN 9781289853846.
- 1920. Portulacaceae to Fumariaceae: Plates, v. 3 de Cambridge British flora, ilustrado de dibujos de E.W. Hunnybun. Ed. University Press, 108 p.
- 1913. Vegetation of the Peak District. Ed. the University press, 235 p.
- 1912. Modern Systems of Classification of the Angiosperms. Reimpreso de William Wesley & Son, 213 p.

## Honores

### Eponimia
- (Iridaceae) Dierama mossii (N.E.Br.) Hilliard[7]
- (Iridaceae) Gynandriris mossii (N.E.Br.) R.C.Foster[8]
- (Iridaceae) Helixyra mossii N.E.Br.[9]
- (Iridaceae) Homeria mossii N.E.Br. [10]
- (Iridaceae) Moraea mossii N.E.Br.[11]